# 마한량
마한량(馬翰良, 1813년 ~ ?)은 조선의 문신이다. 본관은 목천(木川). 자는 문재(文哉). 개성(開城) 출신.
8대조는 죽계 마희경(馬羲慶)이고, 5대조는 성균관전적(典籍)을 지낸 마격(馬格)이며, 증조부는 첨지중추부사(僉知中樞府事) 마지휘(馬之徽)이다. 외조부는 신동호(申東浩)이고, 처부는 김취한(金就漢)이다.

## 활동
1836년(헌종 2) 24세의 나이로 정시(庭試) 문과(文科)에 병과(丙科)로 급제하여 성균관 학록(學錄)이 되었다.
1837년 양현고 직장(養賢直長)을 겸하였고, 성균관 박사(成均博士)가 되었다.
1838년(헌종 4) 사변가주서(事變假注書), 1839년(헌종 5) 성균관 직강(直講)을 지내고, 예조좌랑(禮曹佐郞)을 역임하였다.
1840년(헌종 6) 함경도 도사(咸鏡道都事), 1841년(헌종 7) 전라도 도사(全羅道都事), 1842년(헌종 8) 승문원 교검(承文院校檢)을 역임하였다.
1843년(헌종 9) 다시 예조좌랑(禮曹佐郞)이 되었고, 1847년(헌종 13) 사헌부 장령(掌令)으로 승진했다. 1864년(고종 1)까지도 사헌부(司憲府)에서 근무했다.